# V-Rally

V-Rally (numit și Need for Speed: V-Rally) este un joc de raliuri dezvoltat de Eden Games pentru PlayStation și publicat de Infogrames Entertainment în 1997.